# فرانسيس موريس
فرانسيس موريس (بالإنجليزية: Frances Morris)‏ هي ممثلة أمريكية، ولدت في 3 أغسطس 1908 في الولايات المتحدة، وتوفيت بنفس المكان في 2 ديسمبر 2003.

## أعمال

### أفلام
- (1948) جان دارك

## وصلات خارجية
- فرانسيس موريس على موقع IMDb (الإنجليزية)
- فرانسيس موريس على موقع ألو سيني (الفرنسية)
- فرانسيس موريس على موقع أول موفي (الإنجليزية)
- فرانسيس موريس على موقع قاعدة بيانات برودواي على الإنترنت (الإنجليزية)
- فرانسيس موريس على موقع قاعدة بيانات الأفلام السويدية (السويدية)
- فرانسيس موريس على موقع قاعدة بيانات الفيلم (الإنجليزية)
- فرانسيس موريس على موقع كينوبويسك (الروسية)